# Der Schaum der Tage (2013)
Der Schaum der Tage (Originaltitel: L’écume des jours) ist eine surrealistische französisch-belgische Tragikomödie aus dem Jahr 2013. Regie führte Michel Gondry, als Vorlage für den Film diente der gleichnamige Roman von Boris Vian aus dem Jahr 1946.

## Handlung
Colin ist ein Lebemann und residiert mit seinem Koch, Chauffeur und Vertrauten Nicolas in einem Appartement in Paris. Gemeinsam mit ihrem Freund Chick und dessen Freundin Alise genießen sie ihr Dasein, welches sie von Colins Vermögen bestreiten. Colin hat alles, was er will, nur die große Liebe ist ihm noch nicht begegnet. Auf einer Party lernt er Chloé kennen und verliebt sich in sie. Nach einer kurzen gemeinsamen Zeit heiraten sie und begeben sich auf Hochzeitsreise. Während der Reise fliegt eines Nachts eine Schneeflocke in Chloés Mund und setzt sich in der Lunge fest. Chick entwickelt unterdessen eine manische Besessenheit gegenüber dem Philosophen Jean-Sol Partre, worunter sowohl Colins Finanzen als auch Chicks Beziehung zu Alise leiden.
Nach der Hochzeitsreise wird Chloé krank, und ein Arzt diagnostiziert ihr, dass in ihrer Lunge eine Seerose wächst, was ohne Behandlung zum Tod führen wird. Er empfiehlt, die Seerose mit Blumen zu behandeln. Als das keinen Erfolg bringt, verschreibt er Chloé ein teures Medikament. Die Blumen und die Medikamente verschlingen nach und nach Colins komplettes Vermögen, so dass er dazu gezwungen wird, erstmals für sein Geld und seinen Lebensunterhalt zu arbeiten. Trotzdem genügen die Mittel nicht, um seinen Lebensstandard zu erhalten. Chloé, bei der die Behandlung zunächst zu wirken scheint, erleidet einen Rückschlag, als sich die Seerose in der kompletten Lunge ausbreitet und der Befall unheilbar wird. Als sie schließlich stirbt, ist Colin so arm, dass er sich nicht einmal mehr ein ordentliches Begräbnis für Chloé leisten kann.

## Hintergrund
Boris Vians Roman Der Schaum der Tage, auf dem der Film basiert, war zu Lebzeiten des Autors nur mäßig erfolgreich. Erst nach Vians Tod entwickelte sich das Buch zu einem Bestseller. Das Werk avancierte seither zum Kultbuch für die junge französische Generation.
Der Romanstoff wurde bereits mehrfach verfilmt. Charles Belmont drehte 1968 L’écume des jours, 1993 erschien Der Schaum der Tage von Michael Groote. Edisson Wassiljewitsch Denissow schuf 1986 die Oper L’écume des jours.
Jean-Sol Partre, dem der Protagonist Chick mehr und mehr verfällt, ist eine Anspielung auf den Philosophen Jean-Paul Sartre, mit dem der Romanautor Vian in den 1940ern eine persönliche Auseinandersetzung hatte. In einem Cameo-Auftritt spielt Regisseur Michel Gondry die Rolle des Arztes, der Chloé untersucht und ihr die Medikamente verschreibt.

## Produktion
Die französische Originalversion des Films hat eine Laufzeit von über zwei Stunden, für den internationalen Markt wurde er um eine halbe Stunde gekürzt. Das Budget des Films belief sich auf etwa 19 Millionen Euro.
Die Deutschlandpremiere von Der Schaum der Tage fand  am 17. September 2013 im Cinéma Paris auf dem Kurfürstendamm in Berlin statt. Zur Premierenveranstaltung war Hauptdarstellerin Audrey Tautou anwesend. Kinostart der deutschsprachigen Übersetzung war am 3. Oktober 2013.

## Rezeption
Der Schaum der Tage rief bei den Kritikern gemischte Reaktionen hervor. Martin Schwickert nannte den Film in der Zeit ein „surreales Liebesgewitter“, lobte Gondrys starke Bilder und die sinnliche Art der Bildgestaltung, was das Werk zu einem „wilden, traurigen Film“ mache. Für die Redaktion von kino.de ist Der Schaum der Tage eine „herzzerreißende und traurig-schöne Verfilmung des surrealen Kultromans von Boris Vian“ und zieht das Fazit: „Den genießt man aus vollem Herzen“. Andreas Platthaus' Urteil bescheinigt dem Film in der FAZ „eine phantastische Bilder- und Ideenflut“ und hebt die Inszenierung und die fantasievollen Effekte hervor. Er resümiert: „Der Schaum der Tage ist eine gerade in der überschäumenden Freude am Spiel kongeniale Romanverfilmung.“ Allerdings sieht er Schwächen in der Darstellung der einzelnen Charaktere.
Martina Knoben bemängelt in der Süddeutschen Zeitung, dass in der Romanverfilmung die „Figuren endgültig zu Nebenfiguren in seinem [Gondrys] Ausstattungs- und Tricktechnik-Wunderland degradiert“ werden, außerdem sei der Film zu weit entfernt von der Romanvorlage. Harald Jähner von der Frankfurter Rundschau findet den Film „furchtbar niedlich“ und vor allem Audrey Tautou „nervig fröhlich“, was unpassend zur lakonischen Grundstimmung von Vians Roman sei, sieht aber in Regisseur Gondry einen „Geistesverwandten“ des Autors. Die Redaktion von filmstarts.de vergibt an Der Schaum der Tage lediglich zwei von fünf Sternen und urteilt, dass der Film zwar zu Beginn eine „mitreißend-sinnliche Kinoerzählung“ sei, mit fortschreitender Handlung jedoch mehr und mehr zu einem „seltsam blutleeren Liebesfilm“ ohne Emotionen abflache.

## Auszeichnungen
Bei der 39. César-Verleihung 2014 in Paris wurde Der Schaum der Tage in drei Kategorien nominiert: Beste Filmmusik (Étienne Charry), Bestes Szenenbild (Stéphane Rozenbaum) und Beste Kostüme (Florence Fontaine). In der Kategorie Bestes Szenenbild konnte Stéphane Rozenbaum den Filmpreis gewinnen. Bei der 41. Saturn-Award-Verleihung 2015 in Burbank (Kalifornien) wurde Der Schaum der Tage für den Saturn Award für den besten internationalen Film nominiert.